# Lluc Torcal i Sirera
Lluc Torcal i Sirera (Sant Cugat del Vallès el 5 d'octubre de 1971) és Procurador General de l'Orde Cistercenc i fou prior del Monestir de Poblet del 2007 al 2016.

## Biografia
Va néixer a Sant Cugat del Vallès el 1971. L'agost de 1995 va entrar al Monestir de Poblet, on el dia 26 de gener de 1996 va rebre l'hàbit de novici. Un any més tard va fer la seva professió simple i el dia 11 de juliol de l'any jubilar 2000, la professió solemne davant de l'Abat, Josep Alegre i Vilas. Va ser ordenat de diaca el dia 8 de gener de 2006 per l'arquebisbe de Tarragona, Jaume Pujol i Balcells i el 3 de juny de 2007 el va ordenar prevere. És llicenciat en Ciències Físiques per la Universitat Autònoma de Barcelona (1994), Doctor en Filosofia per la Pontifícia Universitat Gregoriana de Roma (2013) i batxiller en Teologia per la Pontifícia Universitat de Sant Tomàs d'Aquino "Angelicum" (2004).
És director acadèmic dels Cursos de Formació Monàstica del Col·legi Sant Bernat a Roma i és el cap d'estudis de l'Escolasticat del Monestir de Santa Maria de Poblet. Membre del projecte STOQ (Science, Theology and The Ontological Quest), en el marc del qual treballa en la interpretació filosòfica de la Mecànica Quàntica. Col·laborador de les revistes Poblet (on dirigeix la secció Les ciències i la fe cristiana), Liturgia y Espiritualidad, i Qüestions de Vida Cristiana i ha publicat alguns articles de caràcter científic en els volums de la sèrie STOQ. És president del PNIN (Paratge Natural d'Interès Nacional de Poblet).
El 2015 ha estat elegit pel Capítol General de l'Orde Cistercenc nou Procurador de l'Orde. El Procurador de l'Orde és qui tramita i gestiona davant la Santa Seu els assumptes de cada una de les Congregacions de l'Orde i treballa estretament unit amb l'Abat General en el govern de l'Orde Cistercenc.
Fou prior de Poblet del 2007 al 2016, quan el substituí Rafel Barruè i Broch en aquest càrrec i Torcal passà a ser responsable del projecte Cosmos del monestir.

## Obres destacades

### Articles
- N'hi ha prou que funcioni? Una mirada a la mecànica quàntica (2014)[8]
- La vida monástica benedictina: una opción de vida constructiva.[9]
- Els festivals de música de Poblet[10]
- Gestionar o contemplar? La relació del monjo amb la naturalesa[11]
- Qüestions de mecànica quàntica (IV): Una visió del món en desenvolupament[12]
- ¿Qué buscáis?: lectura de Jn 1, 35-42[13]
- "La piedra que desecharon los constructores, ésa vino a ser la piedra angular". Lectura de Mt 21, 33-43[14]